# Armend Rexhepagiqi
Armend Rexhepagiqi (serbokroatiska: Armend Redžepagić), född 24 april 1968 i Pristina, är en albansk sångare och kompositör.
Rexhepagiqi är son till Jashar Rexhepagiqi, medlem i Kosovos konst- och forskningsakademi, och har två systrar; den ena är sångerskan Violeta Rexhepagiqi.
1990 deltog Rexhepagiqi i Jugoslaviens uttagning till Eurovision Song Contest 1990 med den albanskspråkiga låten "Mami mami". Bidraget representerade Kosovo i den jugoslaviska uttagningen. I finalen fick han 24 poäng vilket räckte till att sluta på en 6:e plats av 16 deltagare.
År 2006 ställde han upp i Kënga Magjike 8 med låten "Kur dashuria vdes" (när kärleken dör). Han lyckades ta sig till finalen som hölls den 19 november 2006 och väl där vann han tävlingen med 293 poäng. Det var dock en mycket jämn kamp om segern och tvåan, Ledina Çelo, med powerballaden "Të ndjej të huaj" fick 292 poäng. Utöver huvudpriset tilldelades han även "Çmimi I Kritikës", kritikerpriset.
När det albanska TV-programmet Albanians Got Talent sändes på Top Channel mellan år 2009 och 2010 var Rexhepagiqi en av domarna.